# ایستاوان کلیمک
ایستاوان کلیمک (انگلیسی: István Klimek؛ ۱۹۱۳ – ۱۹۸۸) یک بازیکن فوتبال اهل رومانی بود.
وی همچنین در تیم ملی فوتبال رومانی بازی کرده است.